# Tanya Ayshinova
Tanya Gogova Ayshinova (em búlgaro:  Таня Гогова Гогова Айшинова; Kardzhali, 28 de abril de 1950) é uma ex-jogadora de voleibol da Bulgária que competiu nos Jogos Olímpicos de 1980.
Em 1980, ela fez parte da equipe búlgara que conquistou a medalha de bronze no torneio olímpico, no qual atuou em cinco partidas.